# علم آثار الأرض

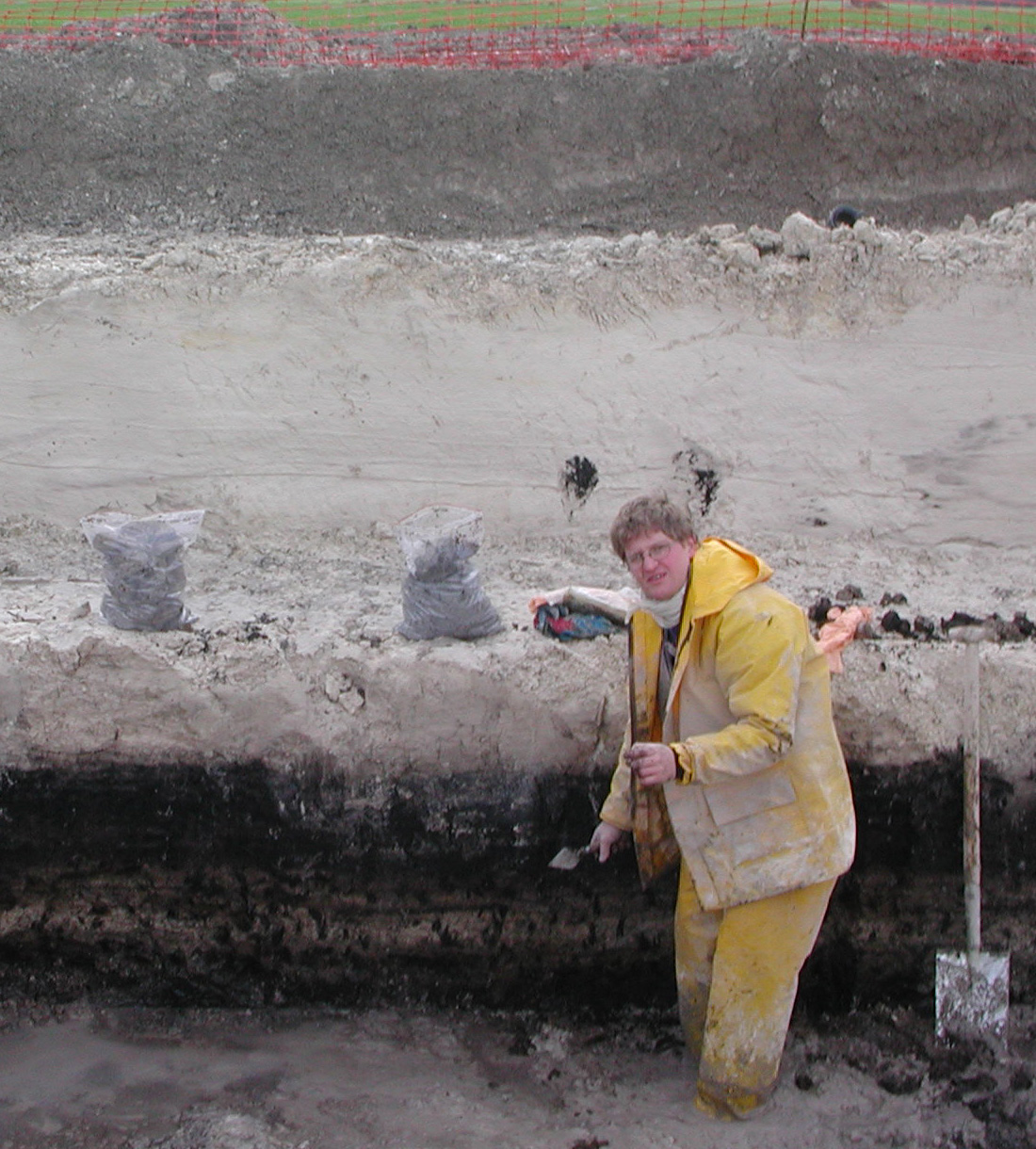

علم آثار الأرض (بالإنجليزية: Geoarchaeology) أو علم الآثار الجغرافي أو الجيولوجي. هو تخصص في علم الآثار توظف به مناهج الجيولوجيا، للإجابة على أسئلة آثرية. ينصب التركيز في علم آثار الأرض على إعادة بناء مشهد الطبيعية التاريخية وما قبل التاريخية، من خلال دراسة الترسبات ودراسة جغرافية التربة وتحليل المواد الخام. توجد روابط تخصصية بشكل خاص مع الجغرافيا (خاصة علم شكل الأرض وجغرافيا التربة وجغرافية العمران) والجيولوجيا.

## تاريخ التطور
بعد تطبيقات مبكرة لهذا الدراسة في الولايات المتحدة الأمريكية، أصبح علم آثار الأرض حاليًا دراسةً منفصلة ومنهجية التوجه في الجغرافيا وعلم الآثار. يوجد بالفعل العديد من دورات الماجستير في الجيواركولوجيا في المعاهد الجغرافية في ألمانيا. في الخلفية، هناك بحث متزايد في مجال علم آثار المستوطنات أو علم آثار المشهد الطبيعي منذ أواخر الثمانينيات، مما أظهر الحاجة إلى خبراء متخصصين منهجيًا.

## محور المبحث
مجالات تطبيق الجيواركيلوجيا عديدة. ينصب التركيز على العمل مع رواسب الهولوسين، من بين أشياء أخرى الكولوفيوم والطين الرسوبي. رواسب البحيرات والرواسب البحرية جزئيًا التي ترسبت وتشكلت بتأثير البشر. المناهج الأكثر استحدامًا هي تحليل حبوب الطلع والدراسات الجيوفيزيائية، مثل الجيوكهربائية والجيورادار. وكذلك شائع في المبحث تحديد مكان منشأ الصخور، على سبيل المثال، منشأ حجر السج. بالإضافة إلى الأساليب التقليدية مثل فحوصات شرئح التربة، قد تكون التحليلات الجيوكيميائية المعقدة ضرورية أيضًا حتى تتمكن من تحديد أصل الصخور بشكل موثوق. يمكن أن تلعب العمليات علم شكل الأرض أو الجغرافية للتربة دورًا أساسيًا في تفسير الأشياء الأثرية، إذ يكون لها تأثير مستمر على ديمومتها وفرص العثور عليها. تقدم دراسات التربة أيضًا نقاط انطلاق مهمة لإعادة بناء المشاهد الطبيعية السابقة، ويمكن بذلك من ناحية تحليل الاستخدامات المحتملة في الماضي، ومن ناحية أخرى، يمكن تسجيل التغيرات الطوبوغرافية مثل فيضان الوديان أو غمر البحيرات عن كثب. على نحو متزايد، يجري الحديث كذلك عن علم آثار المناظر الطبيعية، والتي ينبغي لها أن تسد الفجوة بين الجغرافيا القديمة والجغرافيا التاريخية، وبين دراسة مشاهد الطبيعية قبل التاريخية وذلك تعبيرًا عن علاقة الإنسان باللبيئة الما قبل تاريخية منذ ظهور البشر.

## منظمات
منذ عام 2004 يوجد في ألمانيا والبلدان حولها فريق عمل الجيواركولوجيا، حيث يتبادل الجغرافيون وعلماء الآثار على حد سواء الأفكار ويعملون معًا.

## المؤلفات
- R. Bonn: Wer oder was sind Geoarchäologen und was ist Geoarchäologie? In: Abenteuer Archäologie. Nr. 8, 2007, S. 32–37 ISSN 1615-7125
- H. Brückner, A. Vött: Geoarchäologie – eine interdisziplinäre Wissenschaft par excellence. In: E. Kulke, H. Popp (Hrsg.): Umgang mit Risiken, Katastrophen, Destabilisierung, Sicherheit. Deutscher Geographentag, Bayreuth 2007, S. 181–202.
- Geographische Rundschau. Band 58, Nr. 4, 2006, ISSN 0016-7460: Schwerpunkt dieser Ausgabe ist die Geoarchäologie
- Werner Nützel: Einführung in die Geo-Archäologie des Vorderen Orients. Reichert, Wiesbaden 2004, ISBN 3-89500-374-3.
- George R. Rapp, Christopher L. Hill: Geoarchaeology - the earth-science approach to archaeological interpretation. Yale Univ. Press, New Haven 1998, ISBN 0-300-07076-4.
- Ervan G. Garrison: Techniques in archaeological geology. Springer, Berlin 2003, ISBN 3-540-43822-X.
- W. J. MacGuire: The archaeology of geological catastrophes. Geological Society, London 2000, ISBN 1-86239-062-2.
- Paul Goldberg, Richard Macphail: Practical and theoretical geoarchaeology. Blackwell, Malden 2006, ISBN 0-632-06044-1.
- Eberhard Zangger: Geoarchäologie In: Mensch und Landschaft in der Antike. Lexikon der historischen Geographie. J. B. Metzler Verlag Stuttgart, 1999, S. 166–169, ISBN 3-476-01285-9
- Eberhard Zangger, Horst Leiermann, Wolfgang Noack and Falko Kuhnke: A 21st Century Approach to the Reconnaissance and Reconstruction of Archaeological Landscapes. In: Aegean Strategies. Studies of Culture and Environment on the European Fringe. Rowman & Littlefield Publishers, Lanham, 1997, S. 9–31, ISBN 0-8476-8656-6
- Eberhard Zangger: Die spektakulärsten Erfolge in der Archäologie stammen heute aus den Naturwissenschaften. Geoarchäologen erforschen die Ingenieurleistungen der Vorzeit. "wasser, energie, luft - eau, énergie, air". 93. Jahrgang, 2001, Heft 9/10, CH-5401 Baden
- Thorsten Mattern, Andreas Vött: Mensch und Umwelt im Spiegel der Zeit: Aspekte Geoarchäologischer Forschungen im östlichen Mittelmeergebiet. Harrassowitz. Wiesbaden, 2009, ISBN 978-3-447-05877-3 (paper)

## روابط إنترنت
- مجموعة عمل علم آثار الأرض